# El festín de Babette
El festín de Babette o La fiesta de Babette (en danés Babettes gæstebud) es una película danesa de 1987 escrita y dirigida por Gabriel Axel. Está basada en un relato de Isak Dinesen (Karen Blixen), escritora de Memorias de África. Fue producida por Just Betzer, Bo Christensen y Benni Korzen con fondos del Instituto del cine de Dinamarca. 
Babettes gæstebud fue la primera película danesa basada en la historia homónima de Blixen, incluida en el libro Skæbne-Anekdoter (1958), y la primera de esa nacionalidad en ganar el Óscar a la mejor película de habla no inglesa.

## Sinopsis
A diferencia del cuento de Blixen, ubicado en Berlevaag, Noruega, en el que el ágape es una mera pincelada en el argumento, la película, localizada en Jutlandia, Dinamarca, dedica un tercio de su metraje a uno de los menús cinematográficos más suculentos de la historia. Para Babette, nada es imposible, y se hará traer vinos, champanes, carnes, pescados, caviar, quesos, frutas de su añorada Francia. En las manos de Babette, esos productos se transformarán en un placer para los sentidos.
Llama la atención en las dos ancianas el fuerte sentido del deber, inculcado por su padre y expresión de un compromiso ante todo con Dios. En la austeridad de su existencia, arraigada también en una concepción luterana de la vida, se percibe al mismo tiempo un rechazo a todo lo mundano. Poco a poco vamos comprendiendo ese aspecto muy presente en la concepción luterana del cristianismo, en la que reina el pesimismo y desconfianza con respecto al ser humano, y lo material, así como el gozo y el placer, son vistos con temor, desconfianza y en su mayor parte rechazado. Contrasta fuertemente con la mentalidad cristiana católica de Babette, cuya educación católica —«papista», en la mente de las ancianas— la lleva a una valoración alegre y positiva con respecto al ser humano, así como de lo material y de los placeres de la vida.

## Reparto
| Actor                | Personaje                          | Notas |
| -------------------- | ---------------------------------- | ----- |
| Stéphane Audran      | Babette Hersant                    |       |
| Bodil Kjer           | Philippa (vieja)                   |       |
| Birgitte Federspiel  | Martine (vieja)                    |       |
| Jarl Kulle           | General Lorens Löwenhielm (viejo)  |       |
| Jean-Philippe Lafont | Achille Papin                      |       |
| Vibeke Hastrup       | Martina (joven)                    |       |
| Hanne Stensgaard     | Philippa (joven)                   |       |
| Gudmar Wivesson      | Lorens (joven)                     |       |
| Bibi Andersson       | Swedish courtier                   |       |
| Pouel Kern           | El pastor, el padre                |       |
| Bendt Rothe          | Nielsen, parroquiano               |       |
| Cay Kristiansen      | Poul, parroquiano                  |       |
| Lisbeth Movin        | La viuda, parroquiana              |       |
| Preben Lerdorff Rye  | El capitán, parroquiano            |       |
| Ebbe Rode            | Christopher, parroquiano           |       |
| Else Petersen        | Solveig, parroquiano               |       |
| Asta Esper Andersen  | Anna, parroquiana                  |       |
| Holger Perfort       | Karlsen, parroquiano               |       |
| Ebba With            | Tía de Löwenhielm                  |       |
| Axel Strøbye         | Entrenador de Löwenhielm           |       |
| Finn Nielsen         | Propietario de tienda de abarrotes |       |
| Ghita Nørby          | Narrador                           | Voz   |